# 닷밀
닷밀(Dotmill Co., Ltd.)은 대한민국의 실감미디어 기업이다. 본사는 서울특별시 마포구 동교로41길 41 지1층, 1층, 2층에 위치해 있다. 대표이사는 정해운이다. 2024년 신용보증기금에 의해 혁신아이콘’ 기업으로 선정되었다.

## 투자
2021년 신용보증기금, 아주IB투자 등으로부터 30억원 규모의 프리 시리즈A 투자를 유치하였다
2023년 158억원 규모의 상장 전 지분투자(프리IPO)를 유치했다

## 상장
기술특례상장 모의 평가에서 ‘A’등급을 획득하고 2024년 11월 13일 주관사를 미래에셋증권으로 하여 공모가 13,000원(공모 희망가 밴드 1만 1,000~1만 3,000원)에 상장했다.

## 같이 보기
- 자이언트스텝
- 위지윅스튜디오

## 참고 문헌
1. ↑  김동욱, 닷밀 정해운 대표 “실감나는 체험, 신비로운 경험 선사가 목표!”, 아시아투데이, 2024. 04. 13.
2. ↑  김휘권, 닷밀, 글로벌 실감미디어 시장 본격 공략…마스터플랜 사업 본격화, 아시아투데이, 2024년 1월 12일
3. ↑  이정현, 닷밀, 제주에 리얼워터 테마파크 ‘워터월드’ 오픈, 이데일리, 2024.07.16
4. ↑  이정현, 닷밀, 신용보증기금 혁신아이콘’ 기업으로 선정, 이데일리, 2024년 5월 7일
5. ↑  양민호, 정해운 닷밀 대표 "기술로 세상을 더 신비롭게" 글로벌 도약 꿈꾼다, 핀포인트뉴스, 2023.09.18
6. ↑  장세민, 닷밀, 실감형 VR 기술로 프리IPO 158억원 투자유치, AI타임즈, 2023.09.01
7. ↑  조완제, 닷밀, 코스닥시장 상장 예비심사 승인…대표 주관사 미래에셋증권, 데일리인베스트, 2024년 8월 30일